# Mantella cowanii

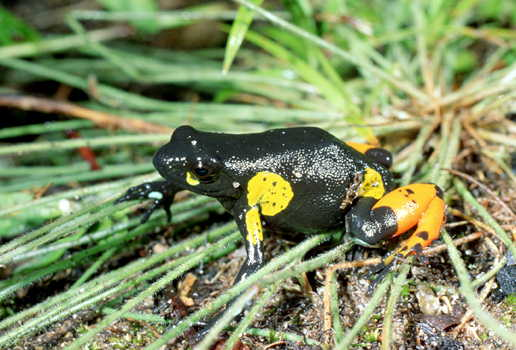
Mantella cowanii mit gelben Gliedmaßen

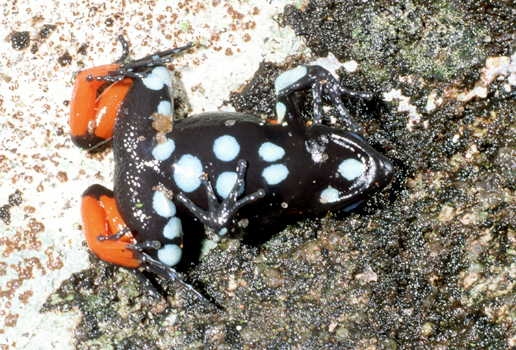
Mantella cowanii Unterseite

Mantella cowanii ist eine endemisch auf Madagaskar vorkommende Froschlurchart (Anura) aus der Gattung der Madagaskar-Buntfrösche (Mantella). Der Artname ehrt den schottischen Naturforscher William Deans Cowan, der präparierte Exemplare für die Erstbeschreibung zur Verfügung stellte. Im englischen Sprachgebrauch wird die Art deshalb als Cowan’s Mantella bezeichnet, zuweilen werden für diesen bunten Frosch außerdem die Trivialnamen Harlequin Mantella oder Halloween Mantella verwendet.

## Merkmale
Die Kopf-Rumpf-Länge von Mantella cowanii variiert von 25 bis zu 31 Millimetern bei den Weibchen und von 22 bis zu 27 Millimetern bei den Männchen. Kopf, Rücken sowie die Flanken sind glänzend schwarz. Die Ansätze der Gliedmaßen am Rumpf sind orangerot, ebenso Teile der Oberarme sowie der Ober- und Unterschenkel. Selten zeigen sich stattdessen gelbe Farbelemente. Die auffällig bunte Färbung der Frösche soll potentiellen Fressfeinden deren Ungenießbarkeit signalisieren (Aposematismus), da die Haut Alkaloide, in erster Linie Pumiliotoxine enthält. Der Bauch ist schwarzgrau und mit großen, blassen, bläulich gefärbten, unregelmäßigen Punkte versehen.

## Ähnliche Arten
Die Art ist unverwechselbar. Zuweilen treten Hybride mit Mantella baroni auf.

## Verbreitung und Lebensraum
Mantella cowanii ist auf Madagaskar endemisch. Die Art wurde im zentralen Hochland der Insel in vier nicht miteinander verbundenen Gebieten nachgewiesen, namentlich in Antakasina, Antoetra, Betafo und Itremo. Sie besiedelt dort Wälder und Graslandschaften in Höhenlagen zwischen 1300 und 2140 Metern in Wassernähe.

## Lebensweise
Mantella cowanii ist während der warmen Regenzeit im Oktober/November besonders aktiv. Der dann erschallende Ruf der Männchen besteht üblicherweise aus kurzen Einzeltönen, die im Frequenzbereich von 4 bis 5 kHz liegen. Obwohl viele Herpetologen die bekanntesten Standorte der Art besucht haben, wurden Paarung, Eiablage oder Entwicklung der Kaulquappen in freier Wildbahn noch nie beobachtet. In Gefangenschaft wurden die Eier in Laichballen in der Nähe von Wasser auf dem Boden abgelegt. Mit der Nahrung, die in der Hauptsache aus Wirbellosen (Ameisen, Tausendfüßer und Milben) besteht, nehmen die Frösche auch die wichtigsten Alkaloide auf.

## Gefährdung
Aufgrund der sehr begrenzten Verbreitungsgebiete wird Mantella cowanii von der Weltnaturschutzorganisation IUCN als „endangered = stark gefährdet“ geführt. Der internationale Tierhandel führte in der Vergangenheit aufgrund der Entnahme einer großen Individuenzahl aus der Natur zu einem dramatischen Rückgang der Populationen dieser farblich attraktiven Froschart. Schließlich kam es zu einem Verbot des Exports von frei lebenden Exemplaren aus Madagaskar und ein Moratorium zum Export von Mantella cowanii wurde 2003 bekanntgegeben. Dennoch besteht eine akute Gefährdung der Art weiterhin. Der Verlust von Lebensräumen droht aufgrund von Entwaldung, Waldbränden, verstärkter Landwirtschaft oder Beweidung, Entwässerung des Lebensraums, Inzucht sowie Verlust der genetischen Identität durch Hybridisierung mit Mantella baroni. Da es keine Lebensraumkorridore zwischen den Populationen der isolierten vier Hauptstandorte gibt, werden die Risiken für die Aufrechterhaltung der genetischen Vielfalt verschärft.
Im Dezember 2018 wurde in Ambositra ein Workshop abgehalten, der sich speziell mit Mantella cowanii befasste. Während des Treffens, an dem Mitglieder der Regierung, Amphibien-Spezialisten, Repräsentanten von Universitäten und Naturschutzorganisationen sowie Vertreter lokaler Verbände teilnahmen, wurde der momentane Status der Art und ein Ausblick für die Zukunft diskutiert. Es wurde festgestellt, dass die zur Erhaltung der Art angestrebten Pläne zur Auswilderung oder Ansiedlung in neue Lebensräumen kaum darstellbar sind. Einerseits waren zum Zeitpunkt der Konferenz nur wenige Details zum Brutverhalten und zur Entwicklung der Art in der Natur verfügbar, andererseits war kein Zoo bekannt, der die Art beherbergt und evtl. züchtet. Auch private Organisationen oder Terrarienfreunde halten die Frösche in erster Linie lediglich als Schauobjekte. Deshalb wurde angeregt, eine Partnerschaft mit der European Association of Zoos and Aquaria (EAZA) einzugehen.
Für die Jahre 2021 bis 2025 wurde ein Fünf-Punkte-Plan erstellt, der u. a. folgende Aktivitäten vorsieht: eine Untersuchung zur Vermeidung von Waldbränden, an der lokale Landbesitzer beteiligt werden; Ex-situ-Zuchtprogramme; Mitarbeit lokaler Organisationen bei der Erstellung notwendiger Erhaltungsmaßnahmen; Stärkung des Umweltbewusstseins der lokalen Gemeinschaften; Erschließung von internationalen Finanzierungsquellen für Arterhaltungsprojekte.